# Марина Мачете
Марина Мачете Рейш (порт. Marina Machete Reis; нар. 1 жовтня 1995, Палмела, Португалія) — португальська модель і володарка титулу «Міс Всесвіт Португалія 2023». Перша португальська трансгендерна жінка, яка брала участь у конкурсі «Міс Всесвіт». Представляла Португалію на конкурсі «Міс Всесвіт 2023» в Сальвадорі та потрапила до 20 найкращих півфіналістів, ставши першою трансжінкою, яка посіла таке місце.
Після Ріккі Колле з Нідерландів — друга трансжінка, яка змагалася на конкурсі «Міс Всесвіт» 2023 року. Стала володаркою нагороди «Сама впевненість».
2018 року почала працювати стюардесою. Вільно володіє португальською, іспанською та англійською мовами. За кілька днів до виграшу титулу «Міс Португалія» модель звернулася в соціальних мережах, щоб сказати, що вона пишається тим, що стала першою трансжінкою, яка змагалася за цей титул. Пост набрав понад 500 коментарів. Її національна перемога спровакувала бурхливі обговорення.

## Біографія

### Ранні роки
Народилася 1 жовтня 1995 року в невеликому містечку Палмела, розташованому в Лісабонському регіоні й окрузі Сетубал, близько 25 кілометрів на південь від Лісабона. Мачете є відданою захисницею прав ЛГБТК+ й інклюзивності. Народилася чоловічої статі. Через зміну статі зазнала багато негативної реакції та різкої критики в португальських ЗМІ після здобуття титулу Міс Всесвіт Португалія.
Після перемоги в конкурсі Мачете написала в Instagram: «Усім, хто спостерігає, я просто хочу сказати, що, як і у Всесвіту, ваші можливості в житті безмежні… Тож не обмежуй себе жодною мрією, яку маєш».

## Конкурси краси

### Міс Всесвіт Португалія 2023
У 28 років Мачете обрали серед 16 інших учасниц, що дало їй право представляти Португалію на «Міс Всесвіт 2023» в Сальвадорі. Вона використовувала свою платформу для захисту прав транссексуалів, наголошуючи на необхідності боротьби з «трансфобією та нетерпимістю» в усьому світі.

### Міс Португалія 2023
У 2023 році здобула титул «Міс Португалія», який проходив в Борбі, на південному сході регіону Евора, Португалія.

### Міс Всесвіт 2023
Разом з Ріккі Колле з Нідерландів стали другою та третьою трансжінками, які змагалися на конкурсі «Міс Всесвіт» після Анхели Понсе з Іспанії, яка брала участь 2018 року. На «Міс Всесвіт 2023» Мачете потрапила до 20 найкращих півфіналісток, увійшовши в історію як перша трансжінка, яка посіла таке місце на «Міс Всесвіт» за всю історію конкурсу.